# Seyfettin Kurtulmuş
Seyfettin Kurtulmuş (* 19. August 1973 in Chaskowo) ist ein ehemaliger türkischer Fußballspieler und heutiger -trainer.

## Spielerkarriere

### Im Verein
Kurtulmuş begann seine Karriere 1991 bei Gebzespor in der 3. Liga. In seiner ersten Spielzeit für Gebzespor kam Kurtulmuş zu 28 Ligaeinsätzen und erzielte zwei Tore. In der Winterpause 1992/93 verpflichtete Galatasaray Istanbul den Mittelfeldspieler. Sein Debüt für die Gelb-Roten machte Kurtulmuş am 2. Mai 1993 gegen Sarıyer SK. Sein Trainer Karl-Heinz Feldkamp wechselte ihn in der 84. Spielminute für Torsten Gütschow ein. Am Ende dieser Spielzeit wurde er bei Galatasaray türkischer Meister.
Im Sommer 1993 wechselte Kurtulmuş in die 2. Liga zu Denizlispor. Nach der Saison 1993/94 stieg Kurtulmuş mit seinen Mannschaftskameraden in die 1. Liga auf. Für Denizlispor spielte Kurtulmuş sieben Jahre. Danach folgten Kardemir Karabükspor, Kırklarelispor, Tekirdağspor und Denizli Belediyespor.

### In der Nationalmannschaft
1990 spielte Kurtulmuş zweimal für die türkische U-16. Es folgten 36 Länderspiele für die türkische U-18, außerdem wurde Kurtulmuş 1992  U-18-Fußballeuropameister.

## Trainerkarriere
Kurtulmuş trainierte zu Beginn seiner Trainerlaufbahn die Jugendmannschaft von Denizlispor. Von 2008 bis 2010 war er bei Denizli Belediyespor Co-Trainer. Kurtulmuş kehrte 2011 zurück zu Denizlispor und übernahm ein zweites Mal eine Jugendmannschaft. Danach war er fünf Jahre für Kızılcabölükspor tätig.
Seit August 2018 ist Kurtulmuş Co-Trainer bei Karacabey Belediyespor.

## Erfolge
Türkei U-18
- U-18-Fußball-Europameisterschaft: 1992

Galatasaray Istanbul
- Türkischer Meister: 1993

Denizlispor
- Aufstieg in die 1. Liga 1994